# Bundesverband Suchthilfe

Logo

Der Bundesverband Suchthilfe e. V. (bus., bis 2022 Bundesverband für stationäre Suchtkrankenhilfe e. V. (buss)) ist ein Fachverband mit Sitz in Kassel, in dem bundesweit rund 150 stationäre und ganztägig ambulante Einrichtungen mit etwa 6.000 Plätzen zur Behandlung und Betreuung von Menschen mit einer Abhängigkeitserkrankung zusammengeschlossen sind. Seit März 2022 können dem bus. auch ambulante Einrichtungen der Suchthilfe beitreten, was zur Umbenennung führte.

## Der Verband
Dem Verband gehören ambulante Einrichtungen (ambulante medizinische Rehabilitation – ARS), ganztägig ambulante Einrichtungen (Tageskliniken) und stationäre Einrichtungen (Fachkliniken, Adaptionseinrichtungen) der medizinischen Rehabilitation, Fachabteilungen in Akutkliniken und psychiatrischen Kliniken, sozialtherapeutische Einrichtungen sowie Suchtberatungsstellen an. Die Mitgliedseinrichtungen, die der Verband vertritt, behandeln, betreuen und beraten Menschen mit einer Abhängigkeitserkrankung (Alkohol, Medikamente, illegale Drogen, Pathologisches Glücksspielen, Internetnutzungsstörungen sowie Essstörungen). 1903 wurde die Vorläuferorganisation Verband der Trinkerheilstätten des deutschen Sprachgebietes als eingetragener Verein gegründet. Sitz des Vereins ist Kassel, hier befindet sich auch die Geschäftsstelle. Der Verband ist finanziell unabhängig, seine Arbeit wird aus den Beiträgen der Mitglieder finanziert.

## Aufgaben und Ziele
Die Vereinsarbeit umfasst folgende Schwerpunkte:
- Interessenvertretung der Mitgliedseinrichtungen gegenüber Leistungsträgern (insbesondere Rentenversicherung und Gesetzliche Krankenversicherung) und Politik (Bund und Länder) durch Verhandlungen mit den jeweiligen Entscheidungsträgern und die Mitwirkung in den entsprechenden Ausschüssen, Gesprächskreisen und Gremien (bspw. zu den Themen Vergütung, Qualitätssicherung,  KTL, Leitlinien)
- Öffentlichkeitsarbeit in Form von gesundheitspolitischen Stellungnahmen und der Erarbeitung von Fachpositionen für die spezifischen Versorgungsbereiche der Suchthilfe
- Unterstützung bei der Vermittlung von geeigneten Therapieplätzen durch die Mitglieder-Datenbank
- Netzwerkarbeit durch Kooperation mit anderen Institutionen (u. a. Fachverbände, wissenschaftliche Fachgesellschaften), die auf dem Gebiet der Versorgung Abhängigkeitskranker tätig sind; Mitgliedschaft in der  Deutschen Hauptstelle für Suchtfragen (DHS) und in der Arbeitsgemeinschaft Medizinische Rehabilitation (AG MedReha); Anregung, Förderung, Durchführung und Veröffentlichung von wissenschaftlichen Projekten
- Kommunikation und Weiterbildung durch den auf Bundes- und Länderebene organisierten Erfahrungsaustausch aller Mitgliedseinrichtungen in Qualitätszirkeln, Arbeitskreisen, Fortbildungen und Workshops; Durchführung der Wissenschaftlichen Jahrestagung im Frühjahr und der Managementtagung im Herbst; Herausgabe des „Kasseler Rundbriefes“ mit aktuellen Informationen aus der Gesundheits- und Sozialpolitik, der Rechtsprechung sowie aus Wissenschaft und Praxis bezogen auf den Bereich Abhängigkeitserkrankungen; Bereitstellung von wichtigen Dokumenten (normative und gesetzliche Grundlagen, Arbeitshilfen, Richtlinien etc.) im Mitgliederbereich des Verbandes
- Auskunft und Service für die Mitgliedseinrichtungen im Hinblick auf fachliche (therapeutisch und konzeptionell), organisatorische bzw. administrative sowie versorgungspolitische und rechtliche Fragen; Unterstützung bei Problemsituationen; Beratung und Interessenvertretung bezüglich Dokumentation und Qualitätssicherung; Unterstützung in Fragen zum Qualitätsmanagement und zum  Zertifizierungsverfahren im Rahmen der eigens zu diesem Zweck gegründeten Initiative Deutsche Gesellschaft für Qualitätsmanagement in der Suchttherapie e.V. (deQus); Erstellung von praxisorientierten Konzepten zu einrichtungsübergreifenden Fragestellungen (bspw. zu den Themen Katamnese,  ICF)
- Erhebungen und Umfragen unter den Mitgliedseinrichtungen zu aktuellen und strategisch bedeutsamen Fragestellungen (u. a. Belegungssituation, Vergütung) einschließlich Analyse und ggf. Initiierung von Projekten; Unterstützung beim Benchmarking zu ausgewählten Kennzahlen und Qualitätsindikatoren.
- Gemeinsam mit dem Deutschen Orden Ordenswerke, Geschäftsbereich Suchthilfe, und der Fachklinik Haus Immanuel gibt der bus. auf www.konturen.de die Online-Zeitschrift Konturen online. Fachportal zu Sucht und sozialen Fragen heraus.

## Wolfram-Keup-Förderpreis
Der Verband vergibt alle zwei Jahre den Wolfram-Keup-Förderpreis für die beste wissenschaftliche oder praxisorientierte Arbeit auf dem Gebiet der Entstehung und Behandlung von Substanzmissbrauch und Sucht. Aus dem Nachlass des Projektes „Frühwarnsystem zur Erfassung von Veränderungen der Missbrauchsmuster chemischer Substanzen in der Bundesrepublik Deutschland“, das Professor Wolfram Keup initiiert und bis zu seinem Tod am 4. Januar 2007 geleitet hat, wird zur Erinnerung an den Stifter seit 2010 alle zwei Jahre der mit einem Preisgeld von 2.000 € dotierte Förderpreis öffentlich ausgeschrieben und vergeben.

## deQus
Der Verband hat sich bereits Ende der 1990er Jahre – noch bevor die entsprechenden gesetzlichen Anforderungen formuliert wurden – mit der Entwicklung und Implementierung spezifischer Qualitätsmanagement-Systeme in der Suchtkrankenhilfe beschäftigt. Daraus ist die Initiative der deQus (Deutsche Gesellschaft für Qualitätsmanagement in der Suchttherapie e. V.) entstanden, die seit 2001 über 100 Mitgliedseinrichtungen bei der Einführung und Zertifizierung von QM unterstützt hat.

## DGWS
Zum 1. November 2021 hat der bus. die Weiterbildung zum Suchttherapeuten vom Gesamtverband für Suchthilfe e. V. (GVS) – Fachverband der Diakonie Deutschland übernommen und die Deutsche Gesellschaft für Weiterbildung in der Suchttherapie gGmbH (DGWS) gegründet.

## Struktur
Zum bus. gehören:
- der Vorstand aus neun Personen (Vorsitzende: Wibke Voigt)[7]
- die Geschäftsstelle in Kassel mit vier Mitarbeiterinnen (Geschäftsführerin: Corinna Mäder-Linke)[8][9]
- sechs regionale Arbeitskreise (Baden-Württemberg, Bayern, Hessen/Rheinland-Pfalz, Nord, Nordrhein-Westfalen, Ost), die sich jeweils zwei- bis dreimal im Jahr zum Erfahrungs- und Informationsaustausch treffen
- sieben Qualitätszirkel zu den Themen: Adaption, Akutbehandlung, Drogentherapie, Eltern-/Kind-Einrichtungen, Tageskliniken, Soziotherapie sowie  Arbeitsbezogene Maßnahmen, deren Arbeit (zwei Treffen pro Jahr) dem fachlichen Erfahrungsaustausch, der Fort- und Weiterbildung, der konzeptionellen Weiterentwicklung sowie dem Benchmarking im Hinblick auf ausgewählte Qualitätsindikatoren dient
- verschiedene temporäre oder dauerhafte Ausschüsse zu speziellen Fragestellungen wie z. B. Dokumentation und Statistik, KTL (Klassifikation therapeutischer Leistungen), ICF (International Classification of Functioning, Disability and Health der WHO) sowie Arbeitsmarktintegration